# 浏阳华溪蟹
浏阳华溪蟹（学名：Sinopotamon liuyangense）为溪蟹科华溪蟹属的动物。在中国大陆，分布于湖南、江西等地，多见于溪流中。其生存的海拔范围为100至200米。